# Gran Premi de Maikop
El Gran Premi de Maikop era una cursa ciclista femenina d'un dia que es disputava a Maikop a Rússia. Formà part del calendari de l'UCI.

## Palmarès
| Any  | Vencedora            | Segona              | Tercera            |
| ---- | -------------------- | ------------------- | ------------------ |
| 2012 | Anastassia Txulkova  | Oxana Kozonchuk     | Aleksandra Txekina |
| 2013 | Natàlia Boiàrskaia   | Anastassia Txulkova | Ekaterina Malomura |
| 2014 | Iúlia Ilinikh        | Anastassia Txulkova | Ielena Utróbina    |
| 2015 | Anastassia Iakovenko | Svetlana Kuznetsova | Galina Chernyshova |